# Germán García
Germán Leopoldo García (Junín, Provincia de Buenos Aires, Argentina 25 de diciembre de 1944-Ciudad Autónoma de Buenos Aires, 26 de diciembre de 2018) fue un escritor y psicoanalista argentino. 

## Biografía
Nació en la ciudad de Junín en 1944 y se radicó en Buenos Aires en 1961. En 1968 publicó Nanina, su primera novela, en la editorial Jorge Álvarez. Agota varias ediciones hasta que es prohibida por la dictadura de Juan Carlos Onganía. Formó parte del comité de dirección de la revista Los Libros. En 1973 funda la Revista Literal junto a Osvaldo Lamborghini y Luis Gusmán, entre otros. En 1974 forma parte del grupo que acompaña a Oscar Masotta en la fundación de la Escuela Freudiana de Buenos Aires. 
En 1979, se instala en Barcelona donde continúa el trabajo de Masotta, fallecido ese mismo año. Regresa a la Argentina en 1985 y funda la Biblioteca Internacional de Psicoanálisis (BIP) y la revista Descartes. En 1992 la BIP y otras instituciones se disuelven para crear la Escuela de la Orientación Lacaniana (EOL). Germán García crea entonces la Fundación Descartes en la que se incluye el Centro Descartes (asociado al Instituto de Campo Freudiano). Desde el comienzo de la Fundación Descartes Germán García ha sido uno de sus directores de enseñanza. Ha sido presidente del consejo de la EOL, y del consejo editorial de su revista Lacaniana de psicoanálisis. Fue AME (Analista Miembro de la Escuela de Orientación Lacaniana) desde 1992, miembro de la Asociación Mundial de Psicoanálisis (AMP), cofundador del Instituto Oscar Masotta y miembro de la Sociedad Argentina de Escritores.
En 2003, recibe la Beca Guggenheim por una investigación publicada en 2005 con el nombre El psicoanálisis y los debates culturales (Paidós).
En 2007, fue declarado "Personalidad destacada de la cultura" por la Legislatura de la Ciudad de Buenos Aires. En 2008 fue declarado Ciudadano Ilustre de la ciudad de Jujuy y en 2009 recibió la misma distinción por la Ciudad Histórica de San Miguel de Tucumán.  En 2011, bajo la curaduría de Juan José Mendoza, la Biblioteca Nacional de la República Argentina realizó una edición facsimilar en forma de libro de la Revista Literal en su totalidad. En 2014, fue nombrado doctor honoris causa de la Universidad Nacional de Córdoba y en 2017 fue nombrado doctor honoris causa de la Universidad Nacional de San Martín.
Falleció en la Ciudad de Buenos Aries el 26 de diciembre de 2018 a un día de cumplir los 74 años.

## Novelas
- 1968 - Nanina. Editorial Jorge Álvarez, Buenos Aires.
- 1969 - Cancha Rayada. Editorial Jorge Álvarez, Buenos Aires.
- 1975 - La Vía Regia. Editorial Corregidor, Buenos Aires.
- 1983 - Perdido. Editorial Montesinos, Barcelona (España).
- 1999 - Parte de la fuga. Ediciones de la Flor, Buenos Aires.
- 2004 - La fortuna. Ediciones de la Flor, Buenos Aires.
- 2016 - Miserere. Editorial Mansalva, Buenos Aires.

## Ensayos
- 1969 - Hablan de Macedonio Fernández. Germán García, Carlos Pérez Editor, Buenos Aires, 1969. 2.ª ed., Atuel, Bs. As., 1996.
- 1974 - Saber de la Gradiva. Editorial Noe, Buenos Aires.
- 1975 - Macedonio Fernández, la escritura en objeto. Siglo XXI, Buenos Aires, 1975; 2ºed, Adriana Hidalgo Editora, Bs. As., 2000.
- 1978 - La otra psicopatología. Hachette, Buenos Aires.
- 1978 - La entrada del psicoanálisis en la Argentina. Editorial Altazor, Buenos Aires; 2.ª ed., Editorial Catálogos, Bs. As., 2005
- 1980 - Oscar Masotta y el psicoanálisis en castellano. Argonauta, Barcelona; 2.ª ed. Puntosur, Bs. As., 1991.
- 1980 - Psicoanálisis, política del síntoma. Editorial Alcrudo, Zaragoza (España).
- 1983 - Psicoanálisis dicho de otra manera. Pre-textos, Valencia (España).
- 1990 - Formación, clínica y ética. Editorial Catálogos, Buenos Aires.
- 1992 - Oscar Masotta, los ecos de un nombre. Editorial Eolia, Barcelona (España).
- 1992 - Gombrowicz, el estilo y la heráldica. Editorial Atuel, Buenos Aires.
- 2000 - D’Escolar (ensayos sobre psicoanálisis). Editorial Atuel, Buenos Aires.
- 2003 - La virtud indicativa. Psicoanálisis y literatura. Colección Diva, Buenos Aires.
- 2003 - Fuego Amigo. Cuando escribí sobre Osvaldo Lamborghini. Grama ediciones, Buenos Aires.
- 2005 - El psicoanálisis y los debates culturales. Editorial Paidós, Buenos Aires.
- 2007 - Fundamentos de la clínica analítica. Otium Ediciones, San Miguel de Tucumán.
- 2009 - En torno a las identificaciones. Otium Ediciones, San Miguel de Tucumán.
- 2011 - Variaciones sobre psicosis. Otium Ediciones, San Miguel de Tucumán.
- 2011 - Para otra cosa. El psicoanálisis entre las vanguardias. Liber Editores, Buenos Aires.
- 2014 - Diversiones psicoanalíticas.. Otium Ediciones, Buenos Aries.
- 2015 - Derivas analíticas del siglo. Ensayos y errores. UNSAM, Buenos Aires.
- 2018 - Informes para el psicoanálisis. Una salida.. Otium Ediciones, Buenos Aries.